# 전제 (사기열전)
전제는 춘추시대에 사람으로 오자서가 초 평왕을 피해 망명길을 다닐 때 만난 사람이다. 그는 오자서와 술을 나누며 벗이 되었고, 오자서가 도움을 청했을 때, 가족을 맡긴다는 말과 함께 그의 부탁을 들어주어 오의 요왕을 암살한다. 이후 그의 아들인 전의는 훗 날 오나라의 무장으로써 오자서와 함께 초대화전, 월 정벌에 참여해 큰 기여를 한다.